# جون بروير (لاعب كرة قدم أمريكية)
جون بروير (بالإنجليزية: John Brewer) هو لاعب كرة قدم أمريكية أمريكي، ولد في 26 أغسطس 1928 في Twin Branch, West Virginia ‏ في الولايات المتحدة، وتوفي في 28 يوليو 1983 في لويفيل في الولايات المتحدة.

## وصلات خارجية
- جون بروير على موقع مرجع كرة القدم المحترفة.كوم (الإنجليزية)
- جون بروير على موقع JustSportsStats.com (الإنجليزية)